# Arthrochilus byrnesii
Arthrochilus byrnesii är en orkidéart som beskrevs av Donald Frederick Blaxell. Arthrochilus byrnesii ingår i släktet Arthrochilus och familjen orkidéer. Inga underarter finns listade i Catalogue of Life.